# Algis Žvaliauskas
Algis Žvaliauskas (ur. 18 grudnia 1955 w Mackiai w rejonie preńskim) – litewski inżynier, przedsiębiorca, działacz sportowy, polityk, poseł na Sejm Republiki Litewskiej, minister transportu w latach 1996–1999.

## Życiorys
W 1979 ukończył studia w Wileńskim Instytucie Inżynierii Budownictwa. Uzyskał doktorat w zakresie nauk społecznych. Po ukończeniu studiów przez rok pracował jako geodeta, a następnie jako wykonawca robót w Mariampolu. Był członkiem KPZR. W 1991 zajął się prowadzeniem prywatnego przedsiębiorstwa. W 1993 otrzymał posadę głównego inżyniera w wydziale ekonomicznym samorządu Mariampola, a następnie został wybrany na mera miasta. W 1995 został wybrany na prezesa litewskiej ligi koszykówki kobiet, został też działaczem litewskiej federacji koszykarskiej.
W wyborach do Sejmu w 1996 uzyskał mandat poselski jako kandydat Związku Ojczyzny. W grudniu tego samego roku wszedł w skład rządu Gediminasa Vagnoriusa jako minister transportu. Odszedł z funkcji w styczniu 1999. W 2000 znalazł się poza parlamentem.
Od 2001 pełnił funkcję dyrektora wykonawczego w spółce "Marijampolės pieno konservai", a w latach 2003-2005 kierował przedsiębiorstwem budowlanym "Marijampolės statyba". Od 2008 był kierownikiem projektu w firmie "Strampas". W latach 2003–2007 zasiadał w radzie miejskiej w Mariampolu.
W 2004 bezskutecznie ubiegał się o mandat deputowanego Parlamentu Europejskiego, a następnie posła na Sejm jako kandydat Chrześcijańsko-Konserwatywnego Związku Socjalnego. Później bez powodzenia kandydował do Sejmu z poparciem Ruchu Liberalnego Republiki Litewskiej i Partii Chrześcijańskiej. Z tą ostatnią dołączył do Partii Pracy, znajdując się na jej liście kandydatów w wyborach w 2016.